# Xylopia peruviana
Xylopia peruviana este o specie de plante angiosperme din genul Xylopia, familia Annonaceae, descrisă de Robert Elias Fries. Conform Catalogue of Life specia Xylopia peruviana nu are subspecii cunoscute.